# Cacyparis insolitata
Cacyparis insolitata är en fjärilsart som beskrevs av Walker 1862. Cacyparis insolitata ingår i släktet Cacyparis och familjen trågspinnare. Inga underarter finns listade i Catalogue of Life.